# Epicosymbia chrysoparalias
Epicosymbia chrysoparalias är en fjärilsart som beskrevs av Louis Beethoven Prout 1917. Epicosymbia chrysoparalias ingår i släktet Epicosymbia och familjen mätare. Inga underarter finns listade i Catalogue of Life.